# Joshua McGuire

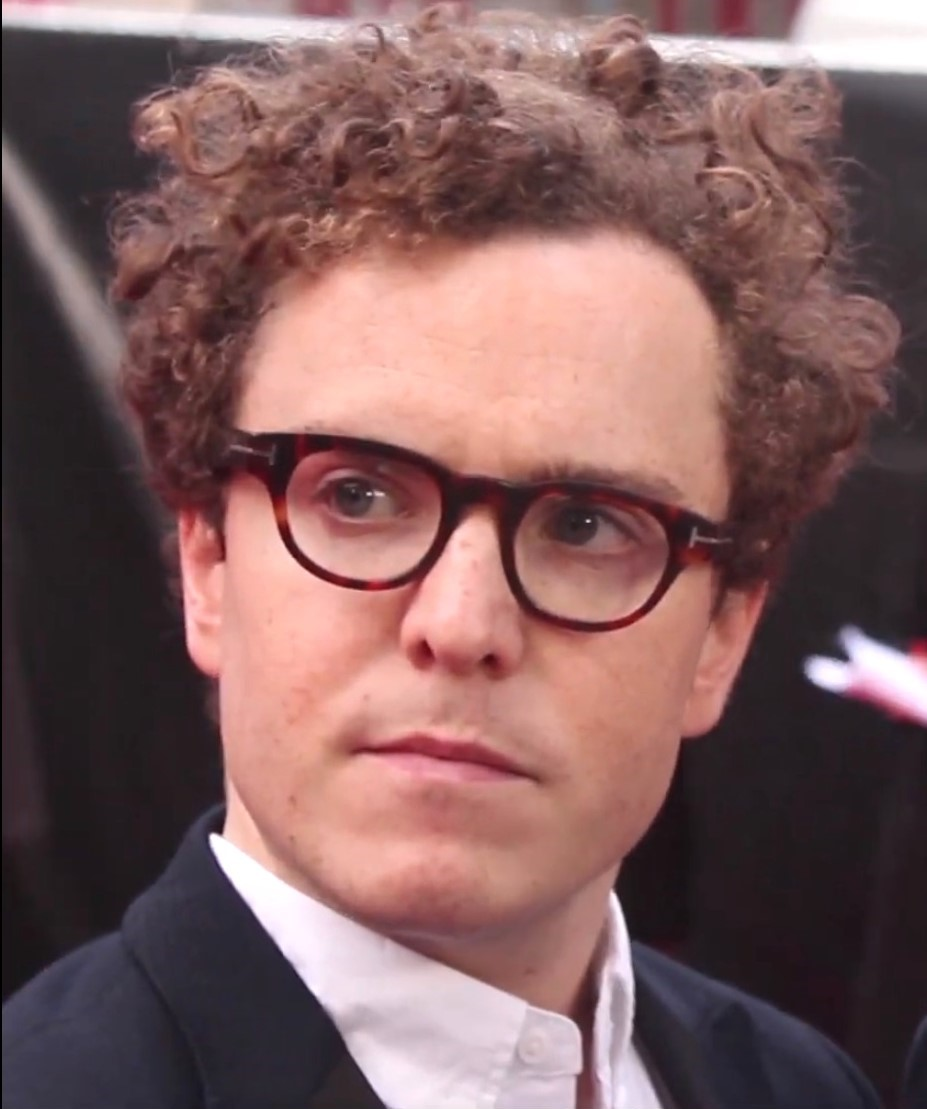
Joshua McGuire

Joshua McGuire (* 1987) ist ein britischer Schauspieler in Theater, Film und Fernsehen. Er spielte Rollen in Filmen wie Alles eine Frage der Zeit, Mr. Turner – Meister des Lichts, The Happy Prince oder The Duke. International bekannt wurde er aber vor allem für seine Darstellung in der britischen Fernsehserie The Hour in der Rolle des Isaac Wengrow, sowie in der britischen Sitcom Lovesick in der Rolle des Angus.

## Leben und Karriere
Der 1987 geborene Joshua McGuire wurde an der Warwick School unterrichtet, einer Internats- und Tagesschule für Jungen in seiner Heimatstadt Warwick in der Grafschaft Warwickshire. Es folgte eine Ausbildung an der renommierten Royal Academy of Dramatic Art (RADA) in Bloomsbury im Zentrum von London, die er mit einem BA im Fach Schauspielkunst abschloss. Nach dem Verlassen der Schauspielschule wurde er für das Stück Posh am Royal Court engagiert. In den darauffolgenden Jahren folgten weitere Engagements am Theater. 2013 spielte er in der viktorianischen Komödie The Magistrate. 2017 trat er an der Seite des Schauspielkollegen Daniel Radcliffe in der von der Kritik gefeierten Bühnenversion von Rosencrantz und Guildenstern Are Dead von Tom Stoppard im Old Vic in der Rolle des Rosencrantz in Erscheinung. 2019 sah man ihn in David Hares Bühnenstück I’m Not Running.
Neben seinen Engagements an der Bühne gab McGuire 2010 auch sein Debüt als Fernsehschauspieler in der Serie EastEnders: E20. Zu seinen weiteren Fernsehauftritten zählen zwischen 2010 und 2020 Auftritte in Episoden von namhaften Fernsehserien wie: Doctors (2010), Misfits (2010), You, Me & Them (2013–2015), Siblings (2014–2016), Love, Nina (2016), Patriot (2018), Urban Myths (2019), Sorry (2019) oder Industry (2020). Komplexere TV-Rollen spielte er als Isaac Wengrow von 2011 bis 2012 in der Fernsehserie The Hour, des Weiteren in der britischen Sitcom Lovesick wo er von 2014 bis 2018 in 17 Episoden den Charakter des Angus verkörperte.
Sein Debüt auf der Leinwand gab er 2013 in der Fantasy-Komödie Alles eine Frage der Zeit unter der Regie von Richard Curtis. 2014 bekam er die Rolle des John Ruskin in dem mehrfach Oscar-nominierten Historiendrama Mr. Turner – Meister des Lichts mit Timothy Spall. Danach spielte er im Kino Rollen in Filmen wie Rettet Weihnachten!, in dem Märchenfilm aus den Walt-Disney-Studios Cinderella, Bees Make Honey unter der Regie von Jack Eve und 2018 in Rupert Everetts Filmdrama The Happy Prince. 2020 spielte er in dem US-amerikanischen Abenteuerfilm Artemis Fowl von Regisseur Kenneth Branagh. Darüber hinaus wirkte er im selben Jahr im Kino in der Rolle des Eric Crowther in Roger Michells The Duke mit.

## Filmografie (Auswahl)

### Kino
- 2013: Alles eine Frage der Zeit (About Time)
- 2014: Mr. Turner – Meister des Lichts (Mr. Turner)
- 2014: Rettet Weihnachten! (Get Santa)
- 2015: Cinderella
- 2017: Bees Make Honey
- 2018: The Happy Prince
- 2018: Old Boys
- 2020: Boys on Film 20: Heaven Can Wait
- 2020: Artemis Fowl
- 2020: The Duke
- 2021: All My Friends Hate Me
- 2022: Fisherman’s Friends 2 – Eine Brise Leben
- 2023: Saltburn
- 2024: Blitz

### Fernsehen
- 2010: EastEnders: E20 (Fernsehserie, 2 Episoden)
- 2010: Doctors (Fernsehserie, 1 Episode)
- 2010: Misfits (Fernsehserie, 1 Episode)
- 2011: The Bleak Old Shop of Stuff (Fernsehserie, 1 Episode)
- 2011–2012: The Hour (Fernsehserie, 12 Episoden)
- 2012: A Young Doctor’s Notebook & Other Stories (Fernsehserie, 1 Episode)
- 2013–2015: You, Me & Them (Fernsehserie, 8 Episoden)
- 2014–2016: Siblings (Fernsehserie, 2 Episoden)
- 2014–2018: Lovesick (Fernsehserie, 17 Episoden)
- 2016: Love, Nina (Fernsehminiserie, 5 Episoden)
- 2018: Patriot (Fernsehserie, 2 Episoden)
- 2019: Urban Myths (Fernsehserie, 1 Episode)
- 2019: Sorry (Fernsehkurzfilm)
- 2020: Industry (Fernsehserie, 2 Episoden)
- 2022: Anatomie eines Skandals (Anatomy of a Scandal, Miniserie, 5 Episoden)

### Kurzfilme
- 2014: Steak Knife
- 2016: The Complete Walk: Measure for Measure
- 2016: Regardez
- 2017: Mine

### Theater
- 2013: The Magistrate
- 2017: Rosencrantz & Guildenstern Are Dead
- 2019: I’m Not Running